# Heng Shan (Hunan)

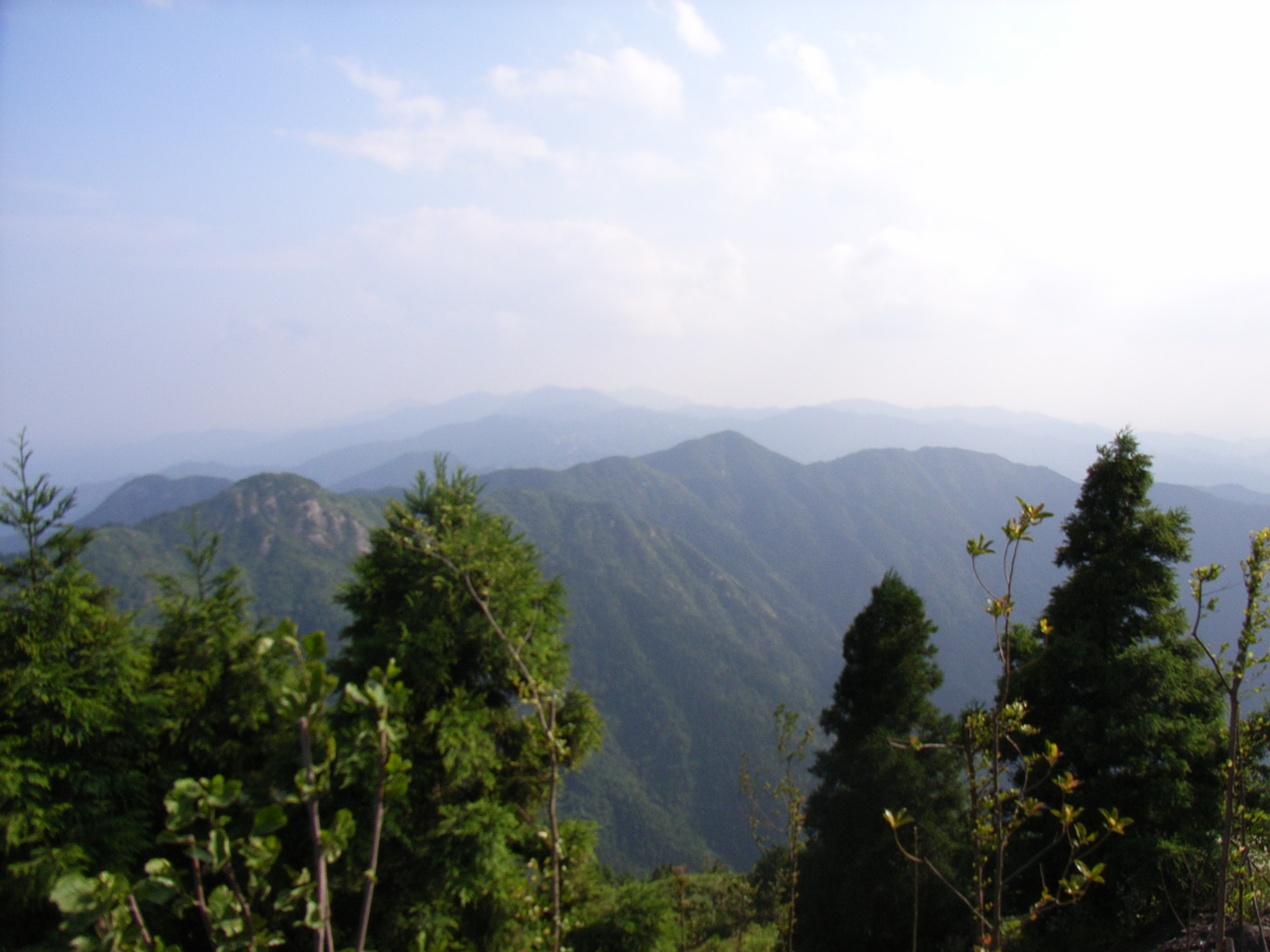
Heng Shan

Das Gebirge Heng Shan (Hunan) (chinesisch 衡山, Pinyin Héng Shān, englisch Mount Heng (Hunan)), früher auch als Nan Yue (南岳,  Nán Yuè – „Süd-Berg“ bezeichnet) liegt im Süden der Provinz Hunan, ca. 100 km südlich der Hauptstadt Changsha.
Die Gebirgskette erstreckt sich über eine Länge von ca. 150 km und zählt 72 Gipfel. Es ist einer der Fünf heiligen Berge (五岳,  Wǔyuè) des Daoismus in China. Der Tempel Nanyue Miao liegt in den Bergen von Heng Shan und steht seit 2006 auf der Liste der Denkmäler der Volksrepublik China.
Am 19. Mai 2021 wurde das Massiv Louville Omega nahe dem Mondvulkan Mons Rümker, wo am 1. Dezember 2020 die chinesische Sonde Chang’e 5 gelandet war, von der Internationalen Astronomischen Union nach dem Heng Shan in Mons Heng umbenannt.